# Обична кртица
Обична кртица (европска кртица; лат. Talpa europaea), бубојед је који води подземни (фосоријалан) начин живота.

## Опис
Облик тела прилагођен је кретању под земљом, ваљкаста глава је сведена на шиљак, очи су закржљале и скривене у црно густо сомотасто крзно. Труп је ваљкаст, реп кратак, предње ноге кратке и снажне, окренуте у страну с јаким канџама. 
Кртица копа тунеле под земљом у свим правцима. Чуло мириса и слуха су веома развијени. Земљу из тунела избацује на површину и то се назива "Кртичњак". На њивама може да прави штету уништавајући корене биљака тунелима или кртичњацима,

Храни се бескичмењацима, најчешће инсектима и глистама.